# Partido Social Democrata
Der Partido Social Democrata ['paɾtidu su'sjaɫ dəmu'kɾatɐ] anhörenⓘ (PPD-PSD), deutsch Sozialdemokratische Partei, ist eine konservativ-liberale portugiesische Partei. Sie wurde am 6. Mai 1974 unter dem Namen Partido Popular Democrático (PPD) gegründet. Die PSD und die PS (Partido Socialista) sind die beiden Volksparteien Portugals.
Die drei Pfeile in dem Parteilogo repräsentieren die drei sozialdemokratischen Grundwerte: Freiheit, Gleichheit, Solidarität.
Der PSD ist Herausgeber der Zeitung  Povo Livre (Freies Volk). Ihre Jugendorganisation ist die ebenfalls 1974 gegründete Sozialdemokratische Jugend (JSD).

## Gründung und frühe Jahre
Im April 1974 war während der Nelkenrevolution das seit 1933 diktatorisch regierende Salazar-Regime gestürzt worden. 
Am 6. Mai 1974 gründeten Francisco Pinto Balsemão, Francisco Sá Carneiro, Emídio Guerreiro und Joaquím Magalhães Mota die Partei Partido Popular Democrático (PPD). Sie wurde am 25. Januar 1975 vom Obersten Gerichtshof Portugals als politische Partei anerkannt.
Die Gründer zählten zum Liberalen Flügel (portugiesisch Ala Liberal), einer Gruppe von etwa 30 Abgeordneten im damaligen portugiesischen Parlament, die bereits vor der Nelkenrevolution für eine vorsichtige Öffnung und Reformen innerhalb der Caetano-Regimes eingetreten waren.
Bei ihrer Gründung orientierte sich eine starke Mehrheit der PPD an Ideen der internationalen Sozialdemokratie. Damals wurde die PPD im politischen Spektrum der linken Mitte zugeordnet. Der 1. Kongress des PPD fand am 24. und 25. November 1974 statt. Auf dem Parteitag wurden das Programm und die Satzung verabschiedet und Sá Carneiro wurde zum Generalsekretär gewählt. Ein 1975 erfolgter Versuch des PPD sich der Sozialistischen Internationale anzuschließen, wurde von dieser nach einer Intervention der portugiesischen Sozialisten abgelehnt. Trotzdem schlug die PPD-Führung auf einer Tagung am 3. Oktober 1976 vor, den Namen Partido Socialdemocrata (Sozialdemokratische Partei) anzunehmen. Diese Namensänderung wurde im Oktober 1977 auf dem IV. Parteitag gebilligt. Die Partei agiert seitdem unter dem Kürzel PPD/PSD. In den Folgejahren entwickelte sich der PPD/PSD zu einer Partei der „rechten Mitte“.
Sá Carneiro gewann die Parlamentswahl am 2. Dezember 1979 im Rahmen der Demokratischen Allianz, einer Koalition mit der CDS von Diogo Freitas do Amaral und der Monarchistischen Volkspartei (PPM) von Gonçalo Ribeiro Telles. Diese erste Mitte-Rechts-Regierung nach der Nelkenrevolution war nur von kurzer Dauer: Sá Carneiro starb am 4. Dezember 1980 beim Absturz einer Cessna 421. 
Francisco Pinto Balsemão wurde sein Nachfolger als Parteivorsitzender und war vom 9. Januar 1981 bis zum 9. Juni 1983 Ministerpräsident. Er trat nach einem schlechten Ergebnis bei den Kommunalwahlen 1982 und vor dem Hintergrund einer schweren Wirtschaftskrise zurück.
Nach einer Niederlage bei den Parlamentswahlen 1983 gelang es dem PPD/PSD mit der Wahlsiegerin, der Sozialistischen Partei von Mário Soares, eine große Koalition, den sogenannten „Zentralen Block“, zu bilden. Ziel dieser von den Sozialisten geführten Regierung war es, politische Stabilität zu gewährleisten und die zur Bewältigung der Wirtschaftskrise erforderlichen Maßnahmen umzusetzen. Auf Seiten des PPD/PSD wurde Carlos Alberto Mota Pinto zum stellvertretenden Ministerpräsidenten ernannt.
Im Februar 1985 trat Mota Pinto aufgrund der wachsenden internen Opposition von der PPD/PSD-Führung und dem Amt des stellvertretenden Ministerpräsidenten zurück.

## Cavaquismo (1985–95) – die Ära Cavaco Silva
Mit der Wahl des ehemaligen Finanzministers Aníbal Cavaco Silva zum Vorsitzenden des PPD/PSD am 2. Juni 1985 begann eine der erfolgreichsten Perioden der Partei. Der Wirtschaftswissenschaftler Cavaco Silva beendete die Große Koalition mit den Sozialisten und siegte mit seiner Partei dreimal (1985, 1987 und 1991) hintereinander bei den Parlamentswahlen. Im Jahr 1987 gewann der PPD/PSD mit 50,22 % der Wählerstimmen als erste Partei nach der Nelkenrevolution die absolute Mehrheit der Sitze in der Assembleia da República. Mit 50,6 % der Stimmen gelang es der Partei unter Cavaco Silva bei den Parlamentswahlen 1991 dieses Ergebnis nochmals zu verbessern.
Diese erfolgreiche Politik, Cavaquismo genannt, basierte auf der systematischen Reprivatisierung der in den ersten Monaten der Nelkenrevolution erfolgten Verstaatlichungen von Schlüsselindustrien und Banken. Sie zeichnete sich durch die Förderung der Wirtschaft und die Sanierung der Finanzen aus und orientierte auf die Modernisierung Portugals und die Eingliederung des Landes in ein gemeinsames Europa. Zwischen 1985 und 1995 wuchs die Wirtschaft des Landes jährlich um 3,2 %, die Inflation sank von 20 % aus 4 % und die Auslandsinvestitionen verzehnfachten sich und die Auslandsverschuldung ging zurück. 1986 trat Portugal der Europäischen Union bei, was ihm den Zugang zu EU-Mitteln sicherte.
Die Wirtschaftskrise von 1993, die zu einem Anstieg der Arbeitslosigkeit führte, und eine festgefahrene Politik veranlassten den Premierminister jedoch, bei den Parlamentswahlen am 1. Oktober 1995, die von der Sozialistischen Partei gewonnen wurden, nicht mehr zu kandidieren.

## Nach Cavaco Silva – die Jahre zwischen 1995 und 2011
Wie zwischen Mitte der 70er und Mitte der 80er Jahre lösten sich in dieser Zeit die beiden wichtigsten Parteien Portugals PS und PPD/PSD in Regierung und Opposition ab. In jedem Fall entschied sich eine deutliche Mehrheit der Wähler entweder für die Mitte-Links- (PS) oder die Mitte-Rechts-Partei (PPD/PSD). Diese Konzentration wirkte trotz aller Schwierigkeiten politisch stabilisierend.
So verlor der PPD/PSD die Wahlen 1995 und auch 1999 und der PS stellte die Regierung. Bei den Kommunalwahlen 2001 gelang der Partei jedoch ein großes Comeback. Entgegen vieler Prognosen gelang es, die Sozialisten in großen Städten wie Lissabon, Porto, Vila Nova de Gaia und Sintra zu schlagen. Dieses Ergebnis des PSD führte dazu, dass der damalige Ministerpräsident António Guterres (PS) zurücktrat und im März 2002 vorgezogene Parlamentswahlen stattfanden. Obwohl die Mehrheit mit 38 % der Stimmen gegenüber den Sozialisten (40 %) verfehlt wurde, gewann der PPD/PSD genügend Sitze, um eine Koalition mit dem CDS-PP zu bilden. Der Präsident des PPD/PSD, José Manuel Durão Barroso, wurde Ministerpräsident.
Bei den Parlamentswahlen am 20. Februar 2005 erlitt die Partei unter Pedro Santana Lopes ihre schwerste Niederlage seit 1983. Mit einem Verlust von mehr als 12 % der Stimmen und 30 Abgeordnetensitzen gewann die Partei nur noch 75 Mandate, was zu heftigen Fraktionskämpfen und Auseinandersetzungen über die weitere Politik der Partei führte. Die konkurrierende Sozialistische Partei hatte die Mehrheit errungen und bildete, wenn auch ohne absolute Mehrheit, nach den Parlamentswahlen 2009 wieder die Regierung, so dass der PSD in der Opposition blieb.
Bei den Direktwahlen zum Amt des Präsidenten war der PPD/PSD erfolgreicher. Wiederum war es Aníbal Cavaco Silva, der die portugiesischen Präsidentschaftswahlen im Jahr 2006 und erneut im Jahr 2011 gewann.
Am 31. Mai 2008 wurde mit Manuela Ferreira Leite durch Urwahl der Mitglieder mit ca. 38 %der Stimmen zum ersten Mal eine Frau an die Spitze der Partei gewählt. Sie löste Luís Filipe Menezes ab, der am 17. April 2008 seinen Rücktritt erklärt hatte. 2010 wurde sie von Pedro Passos Coelho abgelöst.
Portugal hatte mit den für das Land sehr drastischen Auswirkungen der Wirtschafts- und Finanzkrise von 2009 zu kämpfen. Die Wirtschaft schrumpfte weiter, die Arbeitslosigkeit und vor allem das Haushaltsdefizit stiegen weiter. Die sozialistische Regierung Sokrates konnte schließlich wichtige Gesetze nur noch mit Hilfe des PPD/PSD „aus patriotischen Gründen“ verabschieden.
Die wachsende Unzufriedenheit der Bevölkerung mit der Bewältigung der Krise, zwangen den Premierminister der Sozialistischen Partei, José Sócrates, zum Rücktritt, was zu Neuwahlen führte.

## Eine weitere Koalitionsregierung mit dem CDS-PP
Bei den vorgezogenen Parlamentswahlen am 5. Juni 2011 gewann der PPD/PSD 38,6 % der abgegebenen Stimmen und 105 Abgeordnete, was einem Vorsprung von ca. zehn Prozentpunkten und 31 gewählten Abgeordneten gegenüber dem PS entsprach. Ohne absolute Mehrheit war die Partei jedoch gezwungen, erneut eine Koalition mit dem CDS-PP zu bilden. Bereits am nächsten Tag wurde Passos Coelho, der im März 2010 die Parteiführung übernommen hatte, von Präsident Cavaco Silva mit der Regierungsbildung beauftragt. Passos Coelho regierte auf der Basis eines wirtschaftsliberalen Programms, wodurch die Partei ideologisch nach rechts rückte und sich von der bisherigen Linie des PSD entfernte. Während dieser Regierung wurden zahlreiche Sparmaßnahmen umgesetzt, um das Haushaltsdefizit zu verringern, was jedoch letztlich zum weiteren Anstieg der Arbeitslosigkeit und zu einer Rezession führte, die bis etwa Mitte 2013 andauerte.
Während der Regierung Passos Coelho bildeten sich innerhalb des PPD/PSD zwei Hauptlinien heraus. Zum einen eine eher rechte, „neoliberal“ ausgerichtete unter Passos Coelho selbst und zum anderen eine eher in der Mitte angesiedelte Richtung, die von Rui Rio geführt wurde.
Bei den Parlamentswahlen 2015 traten der PSD und der CDS-PP in einer gemeinsamen Koalition an. Sie gewannen die Wahlen mit einem deutlichen Vorsprung vor den Sozialisten. Sie erhielten 38,6 % der Stimmen, während die Sozialisten nur 32 % erreichten. Obwohl die Koalition die absolute Mehrheit deutlich verfehlte, wurde sie vom damaligen Präsidenten der Republik, Aníbal Cavaco Silva, aufgefordert, eine Regierung mit Passos Coelho als Ministerpräsident zu bilden. Die Regierung stürzte bereits nach nicht einmal zwei Wochen durch einen Misstrauensantrag. Es gelang den Sozialisten unter António Costa eine Regierung mit der parlamentarischen Unterstützung des Linksblocks, der Kommunistischen Partei und den Grünen (PEV) zu bilden. Damit blieb dem PPD/PSD erneut nur die Rolle der führenden Oppositionspartei.

## Erneut in der Opposition
Unter der Führung von Passos Coelho agierte die Partei wenig erfolgreich. Das spiegelte sich auch in den schlechten Umfragewerten wider. Bei den Kommunalwahlen 2017 erzielte der PPD/PSD das schlechteste Ergebnis seiner Geschichte. Die Partei gewann ca. 30 % der Stimmen und nur 98 Bürgermeisterämter. In den Gemeinden Lissabon und Porto wurde sogar nur der dritte Platz erreicht. Passos Coelho kündigte daher an, er werde bei den für Januar 2018 angesetzten internen Wahlen zum Präsidenten der Partei nicht erneut kandidieren.
Vor dieser parteiinternen Wahl erfolgte jedoch eine für die Entwicklung der Parteienlandschaft in Portugal parteiübergreifende Entscheidung. 2017 stimmte der PPD/PSD gemeinsam mit der Regierungspartei PS sowie den sie unterstützenden Parteien PCP, BE und PEV für die Abschaffung der Obergrenze bei der Mittelbeschaffung durch politische Parteien. Das ermöglicht allen Parteien unbegrenzt „Spenden“ von privaten Einrichtungen anzunehmen, ohne diese offenlegen zu müssen. Obwohl der Präsident der Republik Marcelo Rebelo de Sousa mit dem Vorschlag nicht einverstanden war, billigte er ihn letztlich doch 2018.
Am 13. Januar 2018 bewarben sich Pedro Santana Lopes als Vertreter einer eher wirtschaftsliberalen Strömung der rechten Mitte der Partei und Rui Rio, der an der Spitze eines gemäßigten Flügels stand, um die Führung der Partei. Mit 54,37 % der Stimmen setzte sich Rui Rio durch.
Rui Rio sah sich jedoch einer großen parteiinternen Opposition gegenüber und überstand im Januar 2019 einen von Luís Montenegro gestellten Misstrauensantrag nur knapp. Bei den Wahlen zum Europaparlament 2019 erzielte die Partei mit nur 21,94 % der Stimme ihr bis dahin schlechtestes Ergebnis. Obwohl es dem PPD/PSD bei den Parlamentswahlen im Oktober 2019 gelang, mit 28 % der Stimmen gegenüber den 36 % der Sozialisten wieder Boden gutzumachen, wurde die Führungsposition von Rui Rio erneut in Frage gestellt. Im Januar 2020 setzte er sich jedoch in zwei Wahlgängen erst gegen Miguel Pinto Luz und dann gegen Luís Montenegro erneut durch.
Bei den Regionalwahlen auf den Azoren 2020 konnte der PPD/PSD nach 24 Jahren in der Opposition im Rahmen eines Bündnisses mit CDS/PP, PPM sowie IL und Chega an die Macht zurückkehren. Insgesamt erreichten die Bündnisparteien eine Mehrheit von einem Sitz im Abgeordnetenhaus der Azoren. Die Kommunalwahlen 2021 verliefen für die Partei und die von ihr geführten verschiedenen Koalitionen recht positiv. Sie konnten in Städten wie Coimbra, Funchal oder Barcelos die Bürgermeisterämter von den Sozialisten zurückgewinnen. Der größte kommunale Erfolg für den PPD/PSD war der Sieg in Lissabon, wo Carlos Moedas entgegen allen Prognosen den amtierenden sozialistischen Bürgermeister Fernando Medina besiegte.
Im Oktober 2021 führten Meinungsverschiedenheiten zwischen der sozialistischen Regierung und den sie tolerierenden Linksparteien zur Ablehnung des Haushalts für 2022 und zur Ausrufung von vorgezogenen Neuwahlen für den 30. Januar 2022. Die Umfragen sagten ein enges Rennen zwischen PS und PPD/PSD voraus. Die Sozialisten erzielten jedoch mit 41 % der Stimmen überraschend die absolute Mehrheit und der PPD/PSD erlitt mit nur 29 % der Stimmen einen schweren Rückschlag. Außer auf Madeira verlor die Partei gegenüber den Sozialisten in allen Wahlbezirken.
Da Rui Rio angekündigt hatte, dass er die Führung der Partei nach dem schlechten Ergebnis bei den Parlamentswahlen 2022 aufgeben würde, wurde am 28. Mai 2022 Luís Montenegro mit 72,48 % der Stimmen zum Präsidenten der Partei gewählt und im Juli 2022 auf dem 40. Parteikongress bestätigt.

## Erneut an der Regierung
Bei den Parlamentswahlen im März 2024 wurde die PSD knapp stärkste Kraft. Daraufhin wurde ihr Parteivorsitzender Luís Montenegro zum Premierminister ernannt.

## Liste der Parteivorsitzenden
- Francisco Sá Carneiro (1974–1978 und 1978–1980)
- António Sousa Franco (1978)
- José Menéres Pimentel (1978)
- Francisco Pinto Balsemão (1981–1983)
- Nuno Rodrigues dos Santos (1983–1984)
- Carlos Mota Pinto (1984–1985)
- Aníbal Cavaco Silva (1985–1995)
- Fernando Nogueira (1995–1996)
- Marcelo Rebelo de Sousa (1996–1999)
- José Manuel Barroso (1999–2004)
- Pedro Santana Lopes (2004–2005)
- Luís Marques Mendes (2005–2007)
- Luís Filipe Menezes (2007–2008)
- Manuela Ferreira Leite (2008–2010)
- Pedro Passos Coelho (2010–2018)
- Rui Rio (2018–2022)
- Luís Montenegro (seit 2022)